# Marhoum
Marhoum est une commune de la wilaya de Sidi Bel Abbès en Algérie, situé à environ 110 km au sud-est de Sidi Bel Abbès,cette commune parmi plus ancien village au extrême sud de la wilaya.

## Géographie

### Situation
| Bir El Hammam | Oued Taourira; Moulay Larbi (Saïda) | Sidi Ahmed (Saïda)     |
| Bir El Hammam | Marhoum                             | ? (Wilaya d'El Bayadh) |
| Bir El Hammam | ? (Wilaya de Naâma)                 | ? (Wilaya d'El Bayadh) |

### Lieux-dits, hameaux, et quartiers[3]
Le territoire de la commune est composé des localités suivantes : Fouidhat, Marhoum, Faïd Soug, Abderrezak, Khouifira, Djehfa et Srir Sounga.

## Histoire

### Époque coloniale francaise
L'agglomération a été créée vers 1884 par l'administration coloniale colonisation française[réf. nécessaire].